# جوليان شنابل
جوليان شنابل (بالإنجليزية: Julian Schnabel) (و. 1951 – م) هو مخرج سينمائي، وكاتب سيناريو، ورسام من الولايات المتحدة الأمريكية. ولد في مدينة نيويورك. هو عضوٌ في الأكاديمية الملكية للفنون.

## التعليم
تعلم في جامعة هيوستن.

## وصلات خارجية
- جوليان شنابل على موقع IMDb (الإنجليزية)
- جوليان شنابل على موقع الموسوعة البريطانية (الإنجليزية)
- جوليان شنابل على موقع مونزينجر (الألمانية)
- جوليان شنابل على موقع ألو سيني (الفرنسية)
- جوليان شنابل على موقع ميوزك برينز (الإنجليزية)
- جوليان شنابل على موقع أول موفي (الإنجليزية)
- جوليان شنابل على موقع بوكس أوفيس موجو (الإنجليزية)
- جوليان شنابل على موقع قاعدة بيانات الأفلام السويدية (السويدية)
- جوليان شنابل على موقع إن إن دي بي (الإنجليزية)
- جوليان شنابل على موقع ديسكوغز (الإنجليزية)